# Tony Rock
Anthony "Tony" Rock (Nova York, 30 de junho de 1974) é um ator e comediante estadunidense. Ele é o irmão mais novo do comediante Chris Rock e teve um papel recorrente no seriado do irmão, Todo Mundo Odeia o Chris, como o tio Ryan.
Rock foi co-estrela da comédia Living Biblically, da CBS, co-estrelando com Jay Ferguson, Lindsey Kraft, Camryn Manheim e Sara Gilbert.

## Filmografia[5]
- Living Biblically (2018)
- Think Like a Man (2012)
- Everybody Hates Chris (2008-2009)
- Life Support (2007)
- Homie Spumoni (2006)
- All of Us (2003-2007)